# Mark Alwin Clements
Mark Alwin Clements ( 1949 ) es un botánico y orquideólogo australiano.
Obtuvo su doctorado en la Universidad de Nueva Gales del Sur defendiendo su tesis titulada Reproductive Biology in relation to phylogeny of the Orchidaceae, especially the tribe Diurideae.
En 2008 se desempeña como investigador en el "Centro de Investigaciones en Biodiversidad Vegetal", de los Jardines Botánicos Nacionales de Canberra, Australia.
A enero de 2012, posee una prodigiosa cantidad de registros de identificaciones y clasificaciones de nuevas especies: 1992.

## Algunas publicaciones
- Weston, PH; Clements MA; Dyer AG; Batley M; Whelan RJ; Indsto JO. 2007. Generalised pollination of Diuris alba (Orchidaceae) by small bees and wasps. Australian J. of Botany 2007 55 (6): 628

- Indsto, JO; Weston PH; Clements MA; Dyer AG; Batley M; Whelan RJ. 2006. Pollination of Diuris maculata (Orchidaceae) by male Trichocolletes venustus bees. Australian J. of Botany 54 (7): 669

- MA Clements. 2006. Molecular phylogenetic systematics in Dendrobieae (Orchidaceae) Archivado el 18 de junio de 2015 en Wayback Machine.. Aliso 22: 465—480

- Indsto, JO; PH Weston; MA Clements; RJ Whelan. 2005. Highly sensitive DNA fingerprinting of orchid pollinaria remnants using AFLP. Australian Systematic Botany 18 (3): 207 - 213

- MA Clements. 2003. Molecular phylogenetic systematics in the Dendrobiinae (Orchidaceae), with emphasis on Dendrobium section Pedilonum Archivado el 29 de marzo de 2011 en Wayback Machine.. Telopea 10: 247—298

- Jones, DL; MA Clement. 2002. A Review of Pterestylis (orchidaceae). Ed. Australian Orchid Foundation. ISBN 0-642-54904-4

### Capítulos de libros
- 2001. Genera Orchidacearum Vol. 2. Orchidoideae (parte una). Eds. Alec M. Pridgeon, Phillip J. Cribb, Mark W. Chase, Finn N. Rasmussen. ISBN 0-19-850710-0

## Honores

### Epónimos
- (Orchidaceae) Flickingeria clementsii D.L.Jones[3]

- (Orchidaceae) Microtatorchis clementsii D.L.Jones & B.Gray[4]
- La abreviatura «M.A.Clem.» se emplea para indicar a Mark Alwin Clements como autoridad en la descripción y clasificación científica de los vegetales.[5]